# Bataille de l'Overpass
 (septembre 2012).
La bataille de l'Overpass (en anglais : The Battle of the Overpass) désigne la violente agression de syndicalistes de l'United Automobile Workers (UAW) par des membres du service de sécurité de l’entreprise Ford, le 26 mai 1937, devant la porte no 4 de l'immense usine Ford de River Rouge, à Dearborn (Michigan), aux États-Unis. L'événement reçut une large couverture médiatique et marqua un tournant dans la lutte pour la reconnaissance de l'UAW.

## Contexte

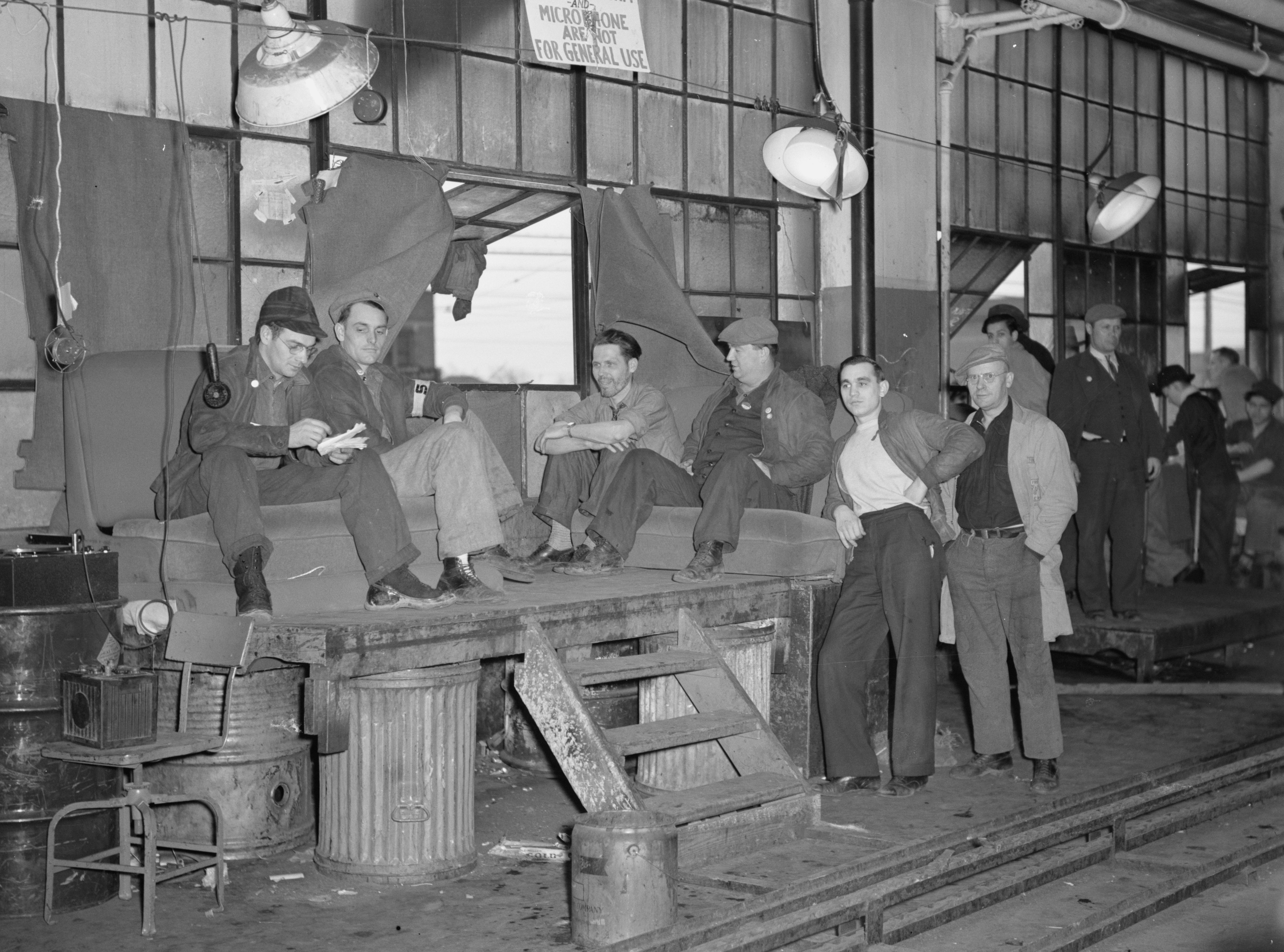
Ouvriers grévistes montant la garde à l'entrée de l'usine Fisher Body no 3 de Flint en 1937.

Le mouvement syndical américain gagnait en puissance, au milieu des années 1930, mais n’avait pas encore réussi à s’établir à Détroit, la principale ville industrielle du pays. Trois frères, Victor, Roy et Walter Reuther, en s’inspirant des grèves avec occupation qui avaient lieu en Europe, tentèrent de faire plier les géants de l’industrie automobile.
Après une grève victorieuse chez Kelsey-Hayes, un sous-traitant de l’industrie automobile, les frères Reuther organisèrent, le 11 janvier 1937, une grève sur le tas à l’usine Fisher Body no 2 de la General Motors, à Flint (Michigan). Une bataille rangée opposa pendant trois heures les ouvriers à la police, qui utilisa des gaz lacrymogènes et des chevrotines. Les grévistes répliquèrent par des lances à incendie et des frondes, qui lançaient des charnières métalliques pesant près d'un kilogramme. Cet affrontement, connu comme la bataille des Running Bulls (littéralement taureaux courants), se termina par la déroute des forces de police.
En février 1937, après une action de diversion à l'usine Chevrolet no 9, la grève paralysa l'usine Chevrolet no 4 de Flint, amenant la General Motors à signer un contrat avec l’UAW. En mars, 192 642 ouvriers prirent part à des grèves avec occupation sur leur lieu de travail et plusieurs constructeurs automobiles, Chrysler, Studebaker et Cadillac, signèrent avec l'UAW. Les ouvriers de ces entreprises gagnèrent un salaire minimum, la suppression du salaire aux pièces, des comités de règlements des griefs, la reconnaissance de l’ancienneté.
Des grèves de solidarité éclatèrent chez des sous-traitants de l'industrie automobile, dans des hôtels, des blanchisseries, des grands magasins, des dépôts de bois de construction, des boucheries industrielles et des fabriques de cigares. Lorsque l'UAW lança un appel à la grève générale, la ville de Detroit s'immobilisa. Cent cinquante mille manifestants suivirent Walter Reuther et un immense drapeau américain depuis l'hôtel de ville de Detroit jusqu'à Cadillac Square, où des discours appelèrent à l'élection du candidat soutenu par les syndicats de travailleurs et à l'éviction des responsables de la municipalité et de la police, accusés d’être des pions au service des grosses entreprises.

## L'UAW et Ford

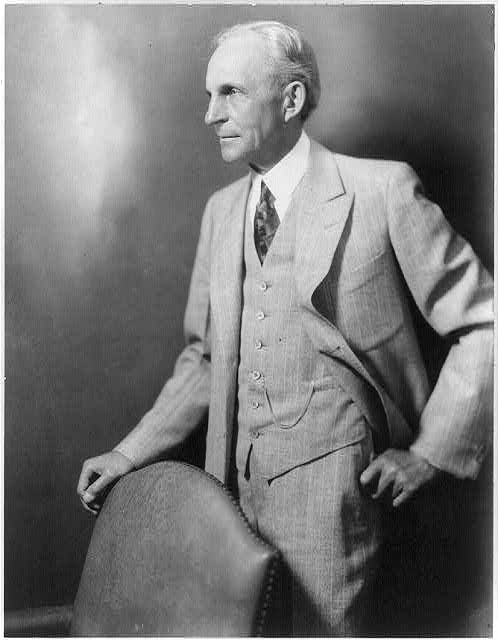
Henry Ford en 1934.

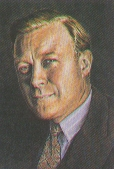
Walter P. Reuther.

Après de tels succès, l'UAW avait gagné en respectabilité et Walter Reuther pensa que le temps était venu de s'occuper du cas le plus difficile : la Ford Motor Company. Henry Ford avait déclaré qu'il ne cèderait jamais face aux syndicats. Il voulait exercer un contrôle total sur ses usines et sur son personnel. Il régnait sur son entreprise par un mélange de paternalisme et de peur. Son bras droit, Harry Bennett, avait embauché des mouchards et des hommes de main — dont beaucoup de repris de justice —, au total 2 à 3 000 hommes qui constituaient le « Service Department » de l'usine de River Rouge, un immense complexe employant plus de 80 000 travailleurs. Ces hommes ne portaient pas d'uniforme et beaucoup travaillaient dans les ateliers. Les activités anti-syndicales étaient encouragées, les ouvriers étaient incités à s'espionner mutuellement et risquaient de perdre leur emploi s'ils parlaient de syndicat. 
L'UAW commença une campagne d'affichage avec des slogans tels que « Fordism is Fascism » et « Unionism is Americanism ». De petites réunions clandestines furent organisées par l'UAW dans l'usine de River Rouge afin de faire émerger des leaders syndicaux. Walter Reuther voulut également montrer que l'UAW était aussi fort que Ford. Mais une première opération — un avion survolant l'usine avec un haut-parleur — ne produisit aucun effet. Reuther prit alors la décision d'organiser une distribution massive de tracts à l'usine de River Rouge, le 26 mai 1937. Après avoir obtenu l’autorisation de la ville de Dearborn, il ouvrit deux locaux syndicaux à proximité de l'usine et effectua deux visites de reconnaissance devant la porte no 4 de l'usine, sur Miller Road.

## Le 26 mai 1937
Sachant qu'y aller seul serait de la folie, Walther Reuther invita des hommes d'église, des journalistes, des photographes et des membres d'un comité sénatorial pour les droits civiques à rejoindre les syndicalistes. Le matin, il avait fait un discours à cent femmes du Local 174 de l'UAW, qui devaient procéder à la distribution des tracts sur Miller Road. Arrivés très en avance devant la porte no 4, des journalistes virent 25 voitures remplies d’hommes du service de sécurité de Ford, portant des lunettes de soleil, qui leur demandèrent de déguerpir en les menaçant.
Une heure avant le changement d'équipe, soit peu avant 14 h 00, Walter Reuther, Richard T. Frankensteen, responsable de toute l'opération Ford, Robert Kantor et J.J. Kennedy, chef régional du secteur East Side de l'UAW, arrivèrent. Pensant que le panneau Ford à l’arrière plan ferait bien sur la photographie, le photographe du Detroit News, James E. Kilpatrick, demanda aux syndicalistes de se placer sur le passage surélevé (l'overpass). Reuther et ses collègues montèrent l’escalier métallique et firent face aux photographes sans voir les hommes de main qui s'approchaient d’eux par derrière. Ils furent attaqués avec une grande brutalité, à coups de poing et à coups de pied. Reuther fut frappé au visage, dans le ventre et dans le dos, puis jeté dans l'escalier. Kantor fut poussé par-dessus la rambarde et tomba d'une hauteur de dix mètres.

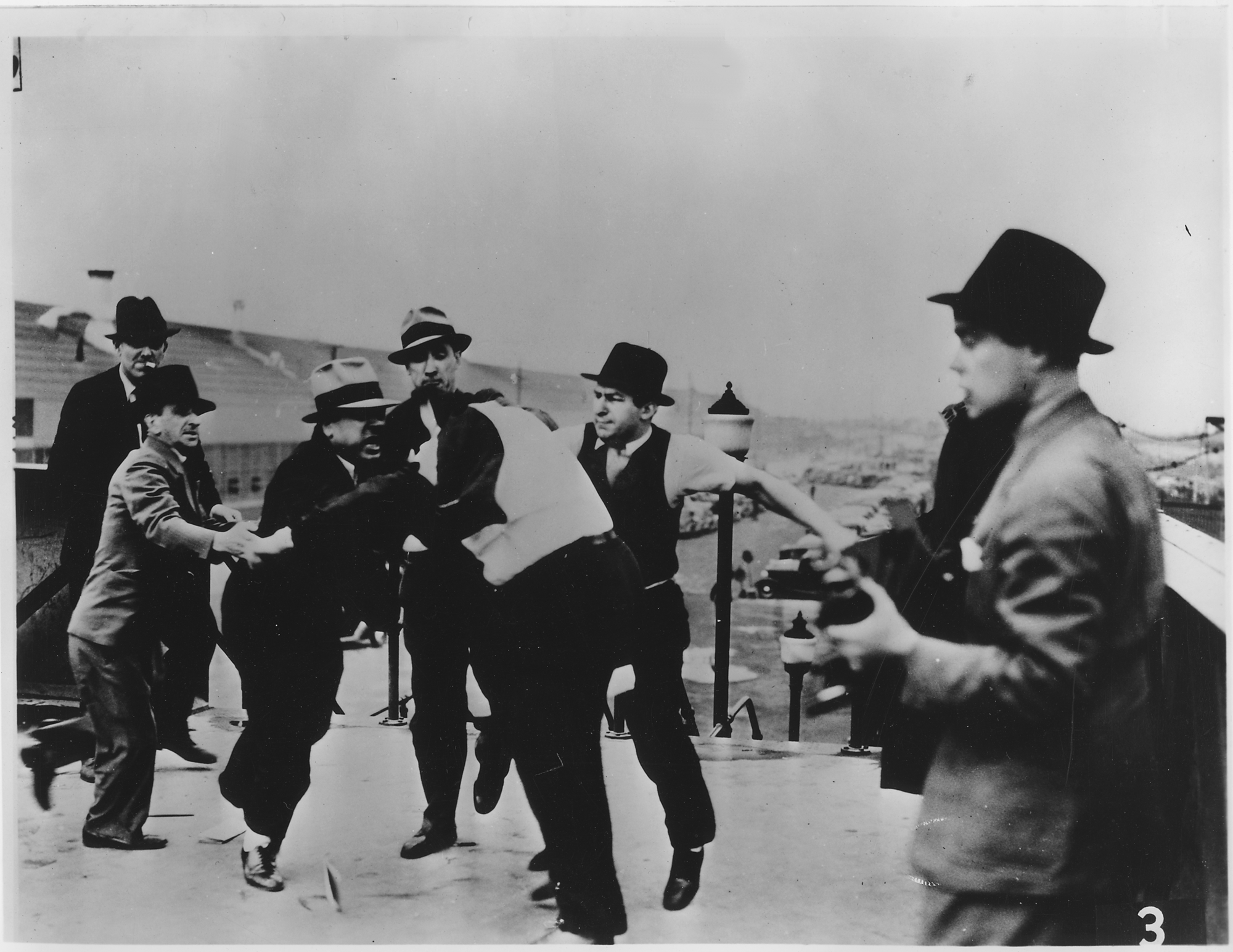

|  |  |

Les femmes qui devaient distribuer les tracts arrivaient par trolleybus et furent violemment refoulées dans les voitures ou tirées à l’extérieur et frappées. Un policier, scandalisé par la scène, plaida pour que les hommes du service de sécurité cessent de frapper une femme : « Vous allez la tuer... » Les policiers de Dearborn ne firent rien d'autre, expliquant par la suite que les hommes de Ford ne faisaient que défendre une propriété privée. Richard Merriweather, un syndicaliste qui marchait dans la rue, à deux pâtés de maisons de là, fut frappé si violemment qu'il dut passer plusieurs mois à l'hôpital avec une fracture du dos.

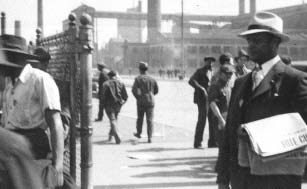
Distribution de tracts par des syndicalistes de l'UAW à la porte no 4 de l'usine Ford de River Rouge en 1941.

Les hommes de main de Bennett s'en prirent ensuite aux journalistes, leur arrachèrent les pages de leurs carnets et détruisirent les plaques photographiques. Mais Kilpatrick réussit à cacher les siennes sous le siège arrière de sa voiture. Le lendemain, le Detroit News publia en une ces photos, qui furent reprises dans de nombreux journaux à travers le monde. On pouvait identifier les hommes du « Service » de Bennett et l'on y voyait notamment Frankensteen en train d'être roué de coups.
La Bataille de l'Overpass s'acheva par une victoire de Ford, mais ce dernier perdit la guerre de l'opinion publique. Le National Labor Relations Board condamna les méthodes de Ford et Bennett. Aux élections suivantes, les candidats soutenus par le mouvement syndical doublèrent leur score à Detroit. 
En juin 1941, après une nouvelle campagne de mobilisation de l'UAW, Ford finit par signer un contrat avec l'United Automobile Workers.

## Divers
Un récit romancé de cet incident se trouve dans l'ouvrage d'Upton Sinclair Le Roi de l'auto : Henry Ford, publié en 1938 (titre anglais The Flivver King, 1937).